# Vieux Thomas
Le Vieux Thomas (Vana Toomas) est un symbole et gardien de la ville de Tallinn. Il se trouve sur l'Hôtel de ville de Tallinn

## Galerie

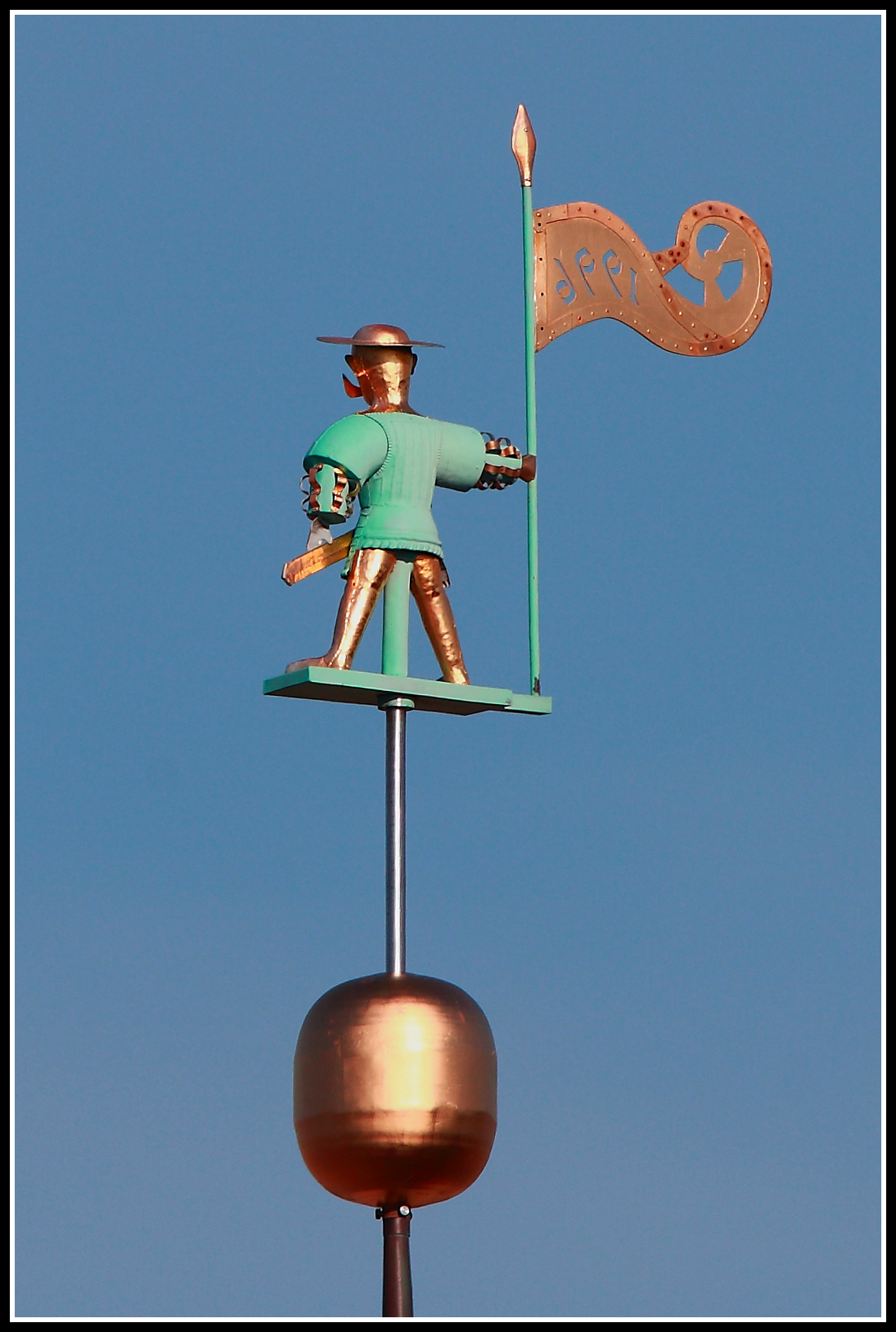
Le Vieux Thomas (la copie)
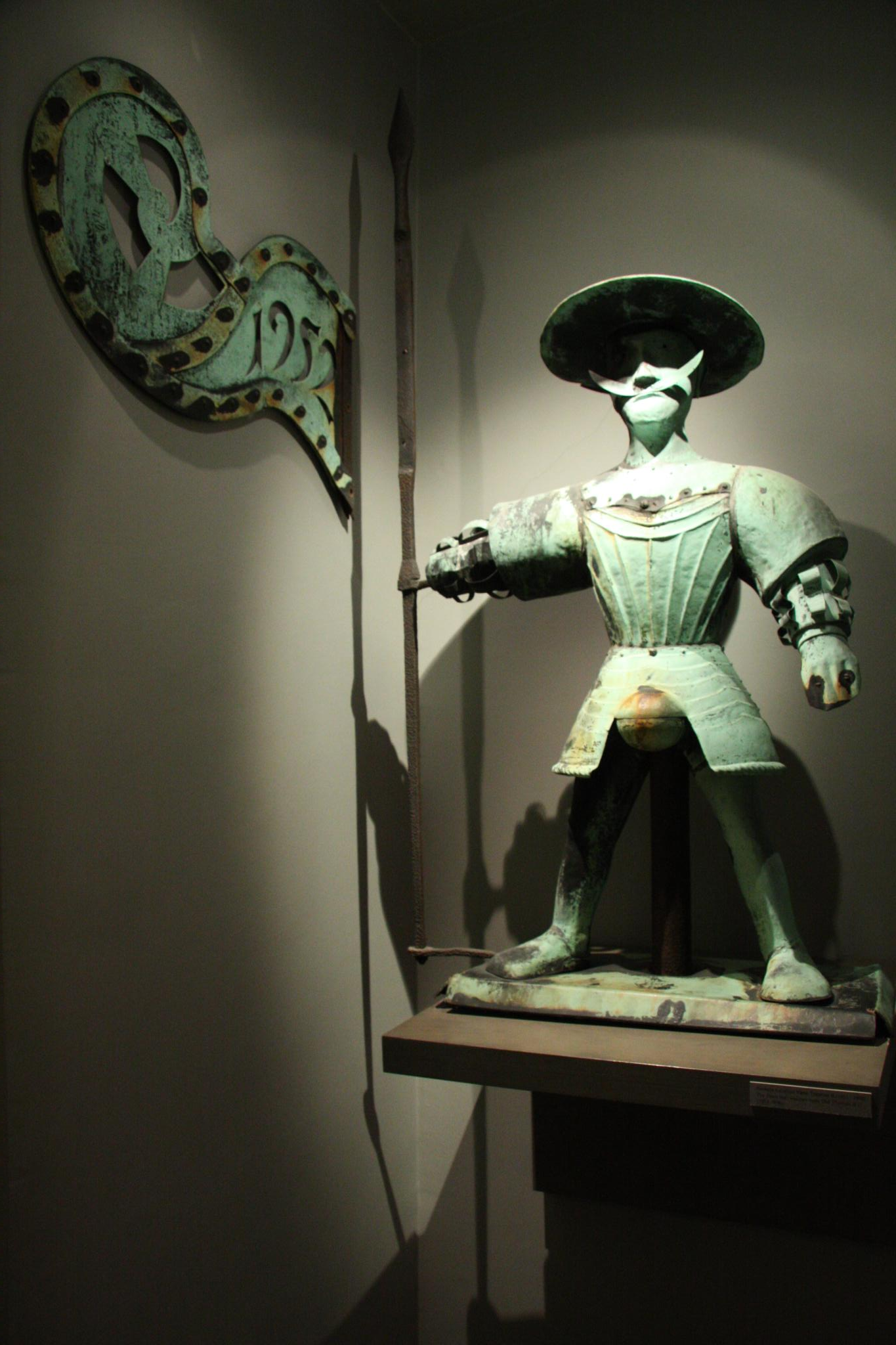
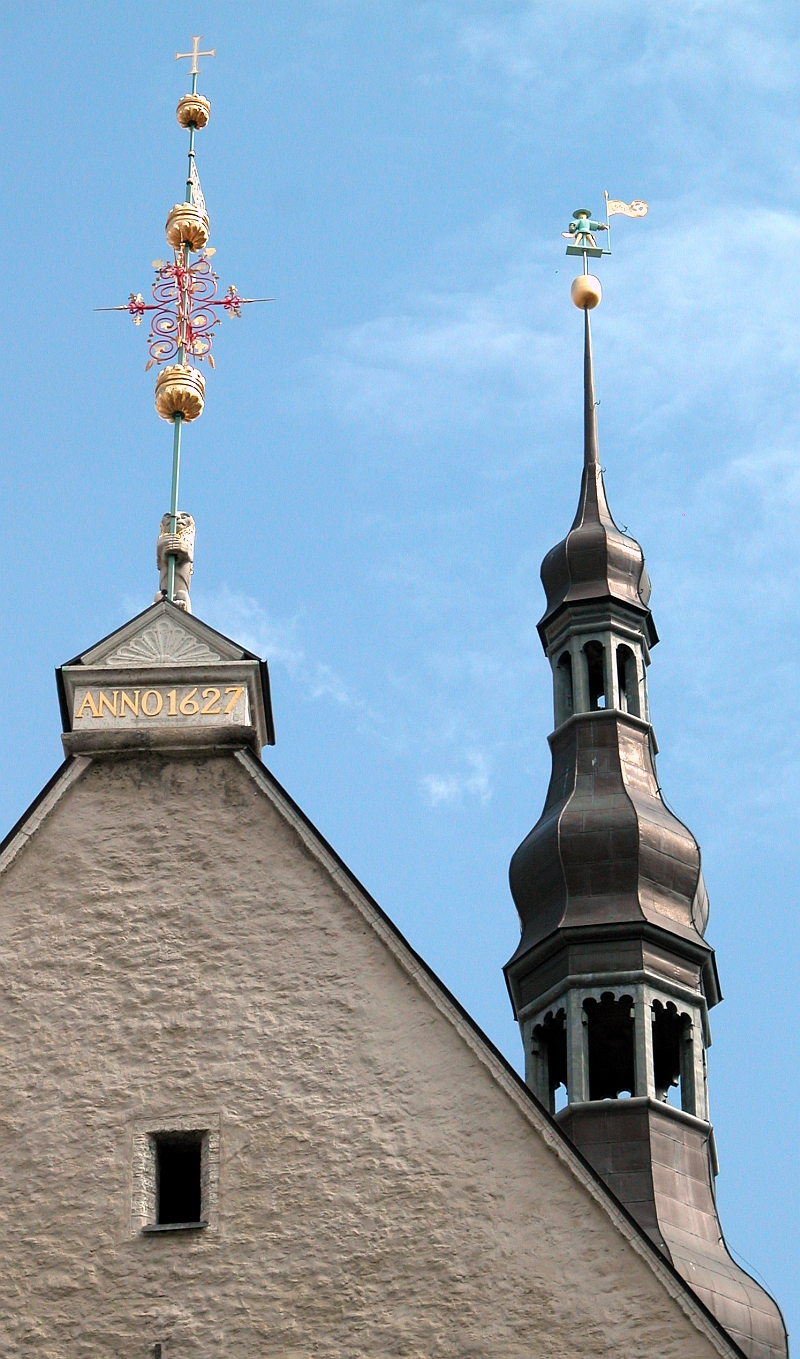
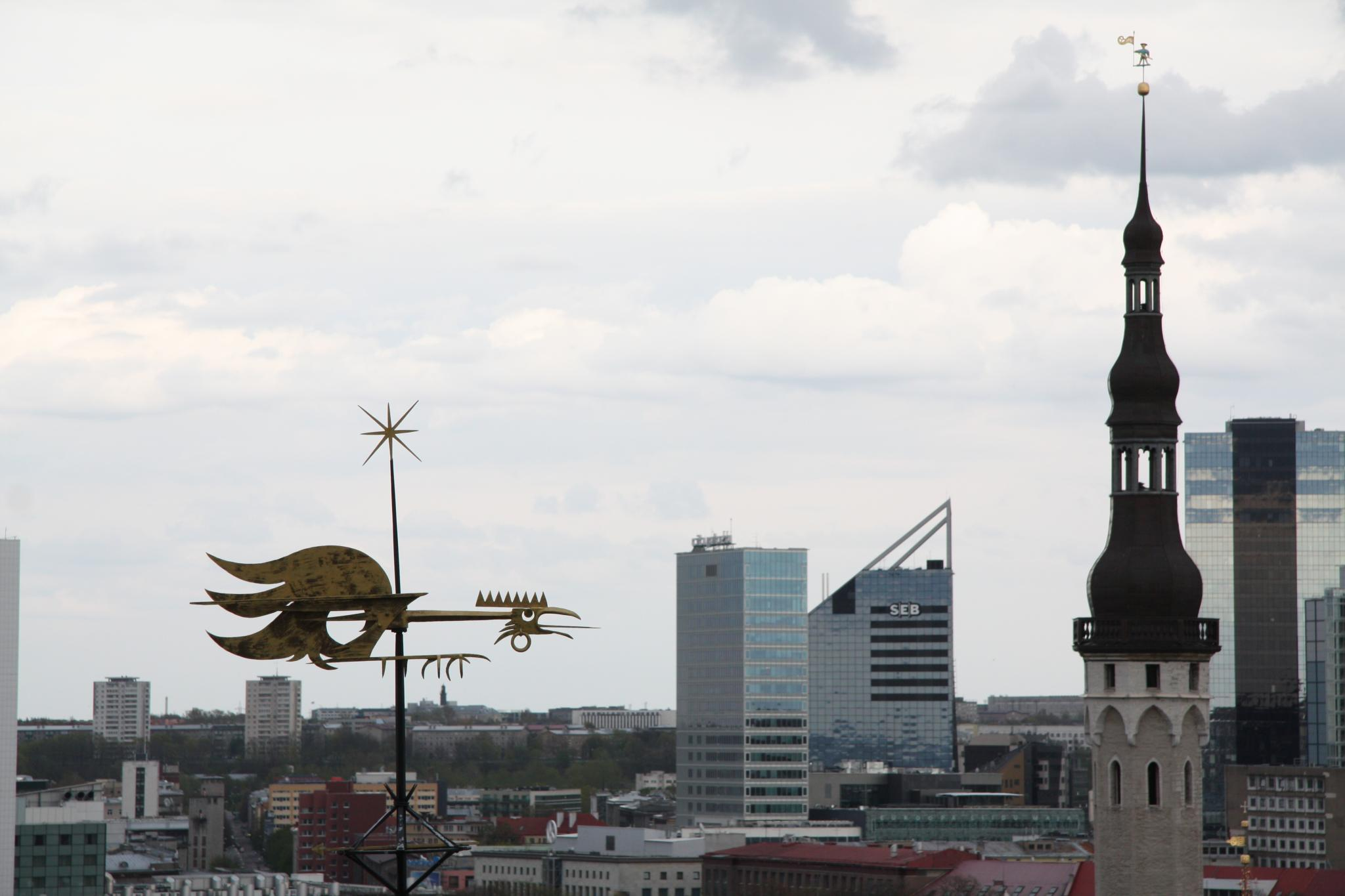